# 마르쿠스 노니우스 무키아누스
마르쿠스 노니우스 무키아누스 ( Marcus Nonius Mucianus)는 로마의 원로원 의원으로 2세기에 활동했었다. 그는 138년 10월-12월의 눈디니움 때 푸블리우스 카시우스 세쿤두스를 동료 집정관으로 두었던 보좌 집정관이었다.
그의 이름의 올바른 형태에 대해 2차 문헌에서 혼란이 존재한다. 프레텐시스 제10군단의 트리부누스 밀리툼을 언급하는 한 비문에서,  마르쿠스 노니우스 무키아누스 M.f. Pob. 무키아누스 푸블리우스 델피우스 페레그리누스 (Marcus Nonius Mucianus M.f. Pob. Mucianus Publius Delphius Peregrinus)라는 이름이 등장한다. 138년의 보좌 집정관을 나타내는 다른 비문에서는, the name 푸블리우스 델피우스 페레그리누스 알피우스 알레니우스 막시무스 쿠르티우스 발레리아누스 프로쿨루스 마르쿠스 노니우스 무키아누스 (Publius Delphius Peregrinus Alfius Allenius Maximus Curtius Valerianus Proculus Marcus Nonius Mucianus)라는 이름이 등장한다. 이 문제는 Olli Salomies가 제기한 바 있다. "같은 인물로 여기는 데 분명한 근거는 없다"는 점을 인정하면서도, 그는 "모든 학자들이 이 두 인물을 동일한 인물로 간주하는 데 동의하고 있다"는 점에 대해서는 수긍한다고 하였다. Salomies는 로마식 작명 관습에 따라 이 이름을 설명하려 시도하는데, 그는 무키아누스가 베로나 출신이지만 브릭시아의 노니우스 씨족과 관련 있는 마르쿠스 노니우스와, 푸블리우스 델피우스 페레그리누스 (Publius Delphius Peregrinus)와 델피아(Delphia)의 딸이었으며, 푸블리우스 델피우스 페레그리누스 알피우스 알레니우스 막시무스 쿠르티우스 발레리아누스 프로쿨루스 (Publius Delphius Peregrinus Alfius Alennius Maximus Curtius Valerianus Proculus)의 자매 델피아 P.f.(Delphia P.f.)의 아들이라 하였다. 살로미에스(Salomies)에 따르면, 원래 그의 이름은  마르쿠스 노니우스 무키아누스 푸블리우스 델피우스 페레그리누스 (Marcus Nonius Mucianus Publius Delphius Peregrinus)였으며, 어머니에게서 물려받은 요소가 이름 끝 부분에 추가되었다. 레가투스 또는 아시아 속주의 총독의 부관과 집정관으로서 시기 사이에, 그는 외삼촌에게 입양되었으며, 이에 따라 입양 요소 (푸블리우스 델피우스 페레그리누스 알피우스 알레니우스 등)를 이름 앞 쪽으로 옮기고, 동시에 기존의 이름 끝 부분에서는 이를 삭제했다.
얼푈지는 무키아누스가 베로나 출신이라고 하였으며, 베로나에서는 동명의 성 씨를 지닌 다른 원로우너 의원 두 명이 확인된 곳이기도 하다. Salomies는 그들 중 하나 [쿠르티아 C.f. 프로킬라(Curtia C.f. Procilla)의 아들인 푸블리우스 알피우스 알레니우스 막시무스 쿠르티우스 발레리아누스 (Publius Alfius Alennius Maximus Curtius Valerianus)]가 무키아누스의 친척이라고 주장한다.
Edward Dabrowa는 최소한 두 개의 금석문에서 무키아누스의 '쿠르수스 호노룸'을 재건했다. 그의 기록 상 첫 직위는 하드리아누스 재위 기간 프레텐시스 제10군단의 트리부누스 밀리툼이었다. 이후에 재무관, 재무관, 법무관 등 전통적인 공화정 시대의 정무관 직위들을 거쳤다. 그러고 나서 그는 프로콘술 속주인 아시아 속주의 레가투스로 있었다. Dabrowa의 논문 이후에, 무키아누스가 135년 5월 19일 판노니아 인페리오르 속주의 총독이었음을 나타내는 군사 증서가 발견되었다. 집정관을 거친 이후 무키아누스의 생애에 대해서는 알려진 것이 없다.